# Acura-Rheumazentrum Baden-Baden
Das ACURA Rheumazentrum Baden-Baden gehört zur Acura-Kliniken GmbH und ist ein Akutkrankenhaus für Innere Medizin/Rheumatologie im Verband der Rheumatologischen Akutkliniken (VRA). Die Klinik ist akademisches Lehrkrankenhaus und seit 2004 Kooperationsklinik des Universitätsklinikums Heidelberg.
Auf der Basis eines Insolvenzplans im Jahre 2017 wurden die Acura Kliniken Baden Baden – eine Tochtergesellschaft der Acura Kliniken Holding – auf die Sino Great Wall Co. Ltd. übertragen, einem chinesischen Unternehmen in Shenzhen, gelegen im Grenzgebiet zur Sonderverwaltungszone Hongkong.

## Geschichte
Im Jahre 1890 wurde das Landesbad Baden-Baden als Vorläufer des heutigen Acura-Rheumazentrum Baden-Baden gegründet. Am Standort des ersten Klinikgebäudes im Bäderviertel der Stadt Baden-Baden und in unmittelbarer Nähe der römischen Badruinen befand sich seit dem Mittelalter das sogenannte Armenbad. Die Klinik wurde mit mehreren Erweiterungsbauten im Jahre 1910 und 1938 vergrößert und war – mit Ausnahme der Nutzung als Lazarett während der Kriege – ein Zentrum für Balneologie (Bäderheilkunde).

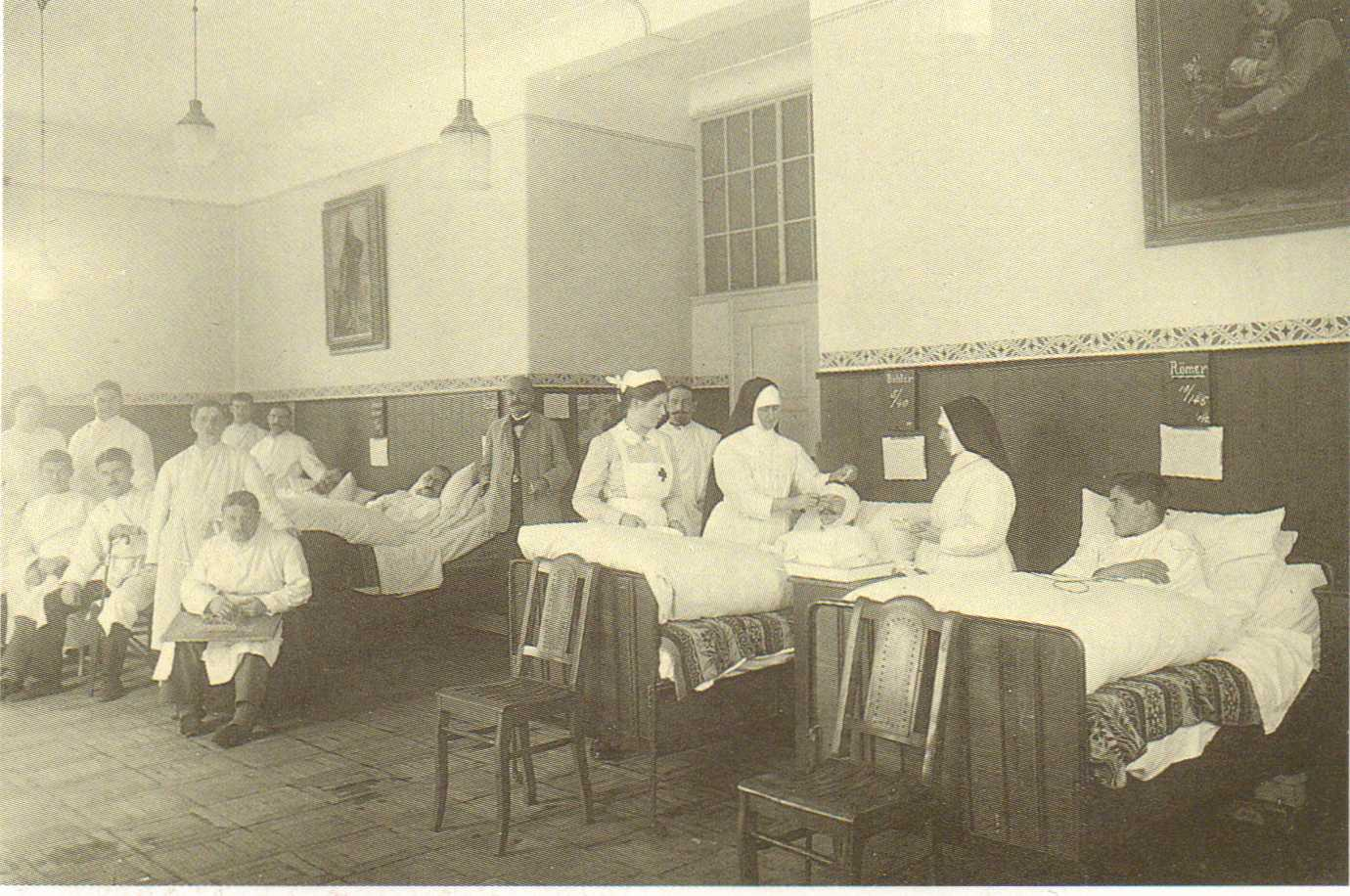
Behandlung von Patienten im Landesbad Baden ca. 1915

 In den 1960er-Jahren richtete sich die Klinik immer mehr auf die Behandlung von Patienten mit rheumatischen Erkrankungen aus.
Im Jahre 1979 erfolgte ein moderner Neubau mit 2-Bettzimmern sowie Abteilungen für Diagnostik sowie Ergotherapie. Unter Führung des damaligen ärztlichen Direktors Martin Franke und seinem Nachfolger Ernst-Martin Lemmel wurde die Klinik, welche seither auch akademisches Lehrkrankenhaus der Universität Heidelberg ist, zu einem der führenden deutschen Akutrheumakrankenhäuser für internistischen Rheumatologie und physikalische Therapie („Staatliches Rheumakrankenhaus Baden-Baden“). Das Land Baden-Württemberg verkaufte die Klinik im Jahre 1997 an den Krankenhausunternehmer Rüdiger Hurrle, die Klinik firmierte seither als Rheumazentrum Baden-Baden GmbH.
Im Jahre 2003 erfolgte der erste Kooperationsvertrag mit der Universitätsklinik Heidelberg und die Gründung der Psychosomatischen Klinik im Rheumazentrum Baden-Baden mit dem Ärztlichen Direktor Wolfgang Eich. In einem zweiten Kooperationsvertrag erfolgte 2004 die Berufung von Christoph Fiehn zum Chefarzt des Rheumazentrums und mit Unterstützung des Rheumazentrums Baden-Baden die Gründung einer Sektion Rheumatologie an der Universitätsklinik Heidelberg. Dessen Leiter Hanns-Martin Lorenz wurde gleichzeitig zum medizinisch-wissenschaftlichen Leiter des Rheumazentrums Baden-Baden berufen. Eine fächerübergreifende Station der Rheumatologie und der Psychosomatischen Klinik („Interdisziplinäre Schmerzstation“), überwiegend für Patienten mit Fibromyalgie, wurde gegründet. Die Klinik wurde zu einem ambulanten Zentrum mit Integration von bis zu sechs Facharztpraxen im Gebäude und 2006 der Gründung eines Medizinischen Versorgungszentrums (MVZ) mit der Aufnahme von weiteren vier Praxen erweitert.
In diese Jahre fällt eine Stärkung der wissenschaftlichen Ausrichtung der Klinik mit Gründung einer Ambulanz für klinische Studien und Publikation einer Vielzahl von wissenschaftlichen Arbeiten in internationalen Fachzeitschriften und Buchbeiträgen vor allem zum Thema der Therapie der rheumatoiden Arthritis mit Biologika sowie Methotrexat.
Im Jahre 2008 wurde die Klinik an die Acura Kliniken Holding GmbH verkauft.
2009 wurden ein Magnetresonanztomograph (MRT) und ein Computertomograph (CT) in der an die Klinik angeschlossenen Radiologiepraxis aufgestellt. Darüber hinaus erfolgte 2010 die Gründung einer Belegarztambulanz für Rheumatologie als Ergänzung der vorher bestehenden konsiliarischen Ermächtigungsambulanz für gesetzlich-versicherte Patienten. Schließlich hatte die Klinik vom April 2014 bis 2016 eine Sektion Kinder- und Jugendrheumatologie.
Durch diese infrastrukturellen Verbesserungen, den wachsenden wissenschaftlichen Ruf und die Umstellung auf die neue fallpauschalisierte Krankenhausfinanzierung (DRG) 2004–2006 wurde die Bedeutung des Rheumazentrum Baden-Baden als rheumatologisches Akutkrankenhaus in Deutschland gefestigt.

## Architektur

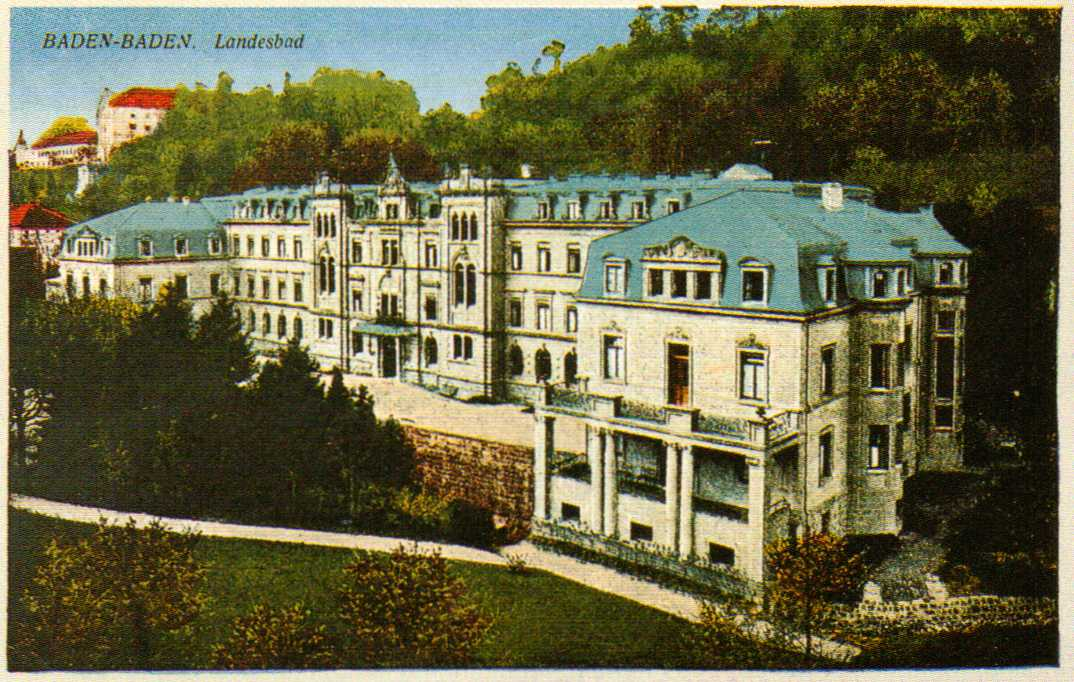
Postkartenansicht des Landesbades Baden ca. 1900

Die Klinik wurde in drei größeren Bauabschnitten in Baden-Baden errichtet. Der 1890 von Josef Durm im Gründerstil errichtete Bau steht im Zentrum des Komplexes. Im Osten, in Nachbarschaft zur Caracalla Therme, steht der Anbau von 1938, der heute die Psychosomatische Klinik beherbergt. Westlich in das Rotenbachtal wurde 1979 der Hauptbettentrakt des Rheumazentrums errichtet.

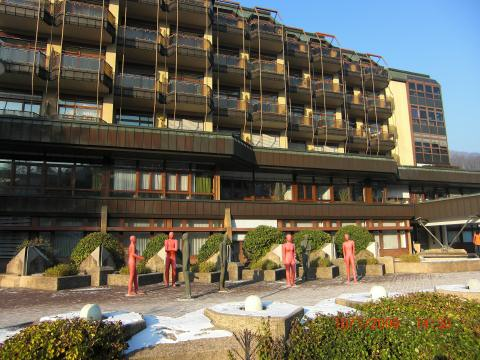
Bettentrakt des Acura Rheumazentrums Baden-Baden im Jahre 2009

## Medizinische Ausrichtung

### Multimodale rheumatologische Komplexbehandlung
Die fächerübergreifende Therapie von Patienten mit schweren rheumatologischen Erkrankungen, insbesondere der rheumatoiden Arthritis, ist seit Gründung des Akutrheumakrankenhauses im Jahre 1979 der wichtigste medizinische Schwerpunkt der Klinik und wurde in Baden-Baden wesentlich mitentwickelt (Lakomek et al. 2002). Diese beinhaltet neben medikamentöser Therapie außerdem Physiotherapie und physikalische Medizin, Ergotherapie und klinische Psychologie sowie die enge Kooperation mit anderen medizinischen Fachgebieten wie z. B. Orthopädie, Handchirurgie, Angiologie u. v. m. als Teil eines stationären Behandlungskonzepts.
Diese multidisziplinäre Therapie ist inzwischen in den Leitlinien zur Behandlung der rheumatoiden Arthritis, der häufigsten entzündlich-rheumatischen Erkrankung wie auch der ankylosierenden Spondylitis fest verankert. Als „multimodale rheumatologische Komplexbehandlung“ hat diese Behandlungsform auch im Fallpauschalenvergütungskatalog (DRG) der stationären Behandlung Eingang gefunden. Das Acura-Rheumazentrum Baden-Baden führte seit Einführung der DRG im Jahre 2006 jeweils bei >50 % der stationären Patienten diese multimodale rheumatologische Komplexbehandlung durch und darüber hinaus bei ca. 5 % der Patienten ein gerontorheumatologische Komplexbehandlung. Alle diese Therapieformen beruhen auf der multidisziplinären, d. h. fächerübergreifenden Behandlung von Patienten mit schweren rheumatischen Erkrankungen in der jeweiligen Anpassung an die verschiedenen Altersgruppen.

### Biologika unddisease modifying antirheumatic drugs(DMARD)
Im letzten Jahrzehnt ist darüber hinaus noch die Erforschung und Etablierung moderner Therapiestrategien vor allem mit Biologika (z. B. TNF-alpha-Hemmer u. a.) zur Behandlung der rheumatoiden Arthritis und anderer entzündlich-rheumatischen Erkrankungen, wie dem systemischen Lupus erythematodes (SLE) dazugekommen. Meilensteine waren die Gründung einer Ambulanz für klinische Studien am Acura Rheumazentrum Baden-Baden im Jahre 2005 an der z. B. Zulassungsstudien für das Biologikum Tocilizumab durchgeführt wurden, sowie verschiedene wissenschaftliche Publikationen z. B. zu Rituximab oder albumin-gekoppeltem Methotrexat als Weiterentwicklung des wichtigsten Basismedikaments (disease modifying antirheumatic drug= DMARD) zur Behandlung der rheumatoiden Arthritis.

## Schwerpunkte des Acura-Rheumazentrums Baden-Baden
- Arthritiden (rheumatoide Arthritis, Psoriasisarthritis, Borreliose u. a.)
- Entzündliche Systemerkrankungen (systemischer Lupus erythematodes und andere Kollagenosen, Granulomatose mit Polyangiitis und andere Vaskulitiden, Morbus Still)
- Entzündliche Wirbelsäulenerkrankungen (ankylosierende Spondylitis = Morbus Bechterew und andere Spondyloarthritiden)
- Juvenile idiopathische Arthritis (und andere Formen des kindlichen Rheumas)
- Gerontorheumatologie (spezielle Probleme rheumatischer Erkrankungen im höheren Lebensalter)
- Gastroenterologie und interdisziplinäre Autoimmunerkrankungen (Morbus Crohn, Colitis ulcerosa und andere entzündliche Erkrankungen des Magen-Darm-Trakts)
- Osteoporose und andere Knochenerkrankungen
- Interdisziplinäre Schmerztherapie (Fibromyalgie und somatoforme Schmerzstörungen)

## Qualitätsprojekte, Auszeichnungen und externe Förderung
Das Rheumazentrum nimmt seit 2004 an dem benchmarking-Qualitätsprojekt obra (outcome benchmarking rheumatologischer Akutkliniken)teil (Siehe: Projektbericht obra) des Verbandes der rheumatologischen Akutkliniken (VRA) teil. Dabei werden neben regelmäßigen Patientenbefragungen auch Messungen der Ergebnisqualität der Behandlung der rheumatoiden Arthritis durchgeführt, ausgewertet und in einem benchmarking-Prozess mit anderen teilnehmenden Kliniken bearbeitet. Das Ziel ist es eine kontinuierliche Qualitätsverbesserung der teilnehmenden Kliniken zu erreichen. Seit 2013 trägt das Acura-Rheumazentrum Baden-Baden den Siegel zertifiziertes Akutrheumakrankenhaus des VRA.
Im Jahre 2009 wurde am Acura-Rheumazentrum Baden-Baden erstmals in Deutschland der von der Rheumaakademie der Deutschen Gesellschaft für Rheumatologie zertifizierte Fortbildungsgang „Rheumatologische Fachassistenz – stationäre Pflege“ durchgeführt. Diese Ausbildung zur „Rheumakrankenschwester“ kann seither wechselnd in Deutschland an verschiedenen Orten absolviert werden.
Im Jahre 2009 wählte ein vom Axel-Springer-Verlag eingesetztes Gremium das Acura-Rheumazentrum Baden-Baden zu den 50 besten Kliniken Deutschlands (Geraedts & Stötzner). Darüber hinaus wurde es 2009 in die Auswahlliste für den Qualitätsförderpreis Gesundheit des Landes Baden-Württemberg aufgenommen. Seit 2010 wird das Acura-Rheumazentrum Baden-Baden durch das Interreg-Programm der Europäischen Kommission gefördert (Projekt „LupusBioBank des Oberrheins“). Der Ärztliche Direktor Christoph Fiehn erhielt 2013 als Mitglied der Arbeitsgruppe Rheumatologische Fachassistenz die Kußmaul-Medaille der Dt. Gesellschaft für Rheumatologie für besondere Verdienste für die Rheumatologie.

## Zahlen, Daten, Fakten

### Ärztliche Direktoren seit 1945
- W.H. Fähndrich 1946–1967
- Martin Franke 1967–1986
- Ernst-Martin Lemmel 1986–1997
- Bernhard Lang 1997–2003
- Christoph Fiehn 2004–2017
- Nikolaus Miehle seit 2017
- Mitarbeiter: ca. 150 Mitarbeiter, davon 13 Ärzte, ca. 60 Pflegekräfte, ca. 15 Physiotherapeuten, 4 Röntgen-technische Assistenten (RTA), 3 medizinisch-technische Assistenten (MTA), 4 Psychologen, 2 Ergotherapeuten, 1 Sozialarbeiterin
- Bettenanzahl (nach Landesbettenplan): 132 (+44 ACURA Psychosomatische Klinik)
- Stationäre Fälle 2015: 2050 (+ ca. 920 ACURA Psychosomatische Klinik)
- Multimodale Komplexbehandlungen 2015 (DRG I97Z): ca. 827
- Häufigste Diagnose: rheumatoide Arthritis
- Einzugsgebiet: Region Baden-Baden und Karlsruhe (ca. 30 %) sonstiges Baden-Württemberg (ca. 60 %) und andere Bundesländer (ca. 10 %)
- Zuweiser: Internistische Rheumatologen (ca. 60 %), Allgemeinärzte und Internisten (ca. 30 %), Orthopäden (ca. 10 %)

Rheumaambulanz:
- Fallzahl 2015: insgesamt ca. 4500 Pat./Jahr

Ambulanzstrukturen:
- Privatambulanz
- Ermächtigungsambulanz

Diagnostik:
Röntgen, Sonographie und Dopplersonographie, Echokardiographie, klinisches Labor und Autoimmunlabor, Knochendichtemessung (DXA), Lungenfunktion mit CO-Diffusionsmessung (Bodyplethysmographie), Endoskopie, Kapillarmikroskopie und Elektrophysiologie. Magnetresonanztomographie (MRT) und Computertomographie (CT) im Gebäude.